# 1920 en science-fiction
| Années de la science-fiction : 1917 - 1918 - 1919 - 1920 - 1921 - 1922 - 1923    |
| Décennies de la science-fiction : 1890 - 1900 - 1910 - 1920 - 1930 - 1940 - 1950 |

L'année 1920 est marquée, en matière de science-fiction, par les événements suivants.

## Naissances et décès

### Naissances
- 1er janvier : Peter Phillips, écrivain britannique, mort en 2012.
- 2 janvier : Isaac Asimov, écrivain américain, mort en 1992.
- 9 mai : William Tenn, écrivain américain, mort en 2010.
- 9 mai : Richard Adams, écrivain britannique, mort en 2016.
- 13 juin : Walter Ernsting, écrivain allemand, mort en 2005.
- 22 août : Ray Bradbury, écrivain américain, mort en 2012.
- 8 octobre : Frank Herbert, écrivain américain, mort en 1986.

### Décès
- 5 juin : Rhoda Broughton, écrivaine britannique, née en 1840, morte à 79 ans.

## Prix
La plupart des prix littéraires de science-fiction actuellement connus n'existaient alors pas.

## Parutions littéraires

### Romans
- Le Formidable Événement par Maurice Leblanc.
- Nous autres par Ievgueni Zamiatine.
- Un voyage en Arcturus par David Lindsay.

## Sorties audiovisuelles

### Films
- Algol par Hans Werckmeister.
- Le Crime du docteur Warren par Friedrich Wilhelm Murnau.